# Budin (Batugade)
Budin ist ein osttimoresischer Ort im Suco Batugade (Verwaltungsamt Balibo, Gemeinde Bobonaro). Er befindet sich in einer Meereshöhe von 39 m im Südosten der Aldeia Batugade. Die Straße von Batugade nach Balibo führt durch das Dorf. Westlich befindet sich das Nachbardorf Aumodok, östlich die Siedlung Kolosuma.
In Budin steht eine Grundschule.